# Episodi di Capri (terza stagione)

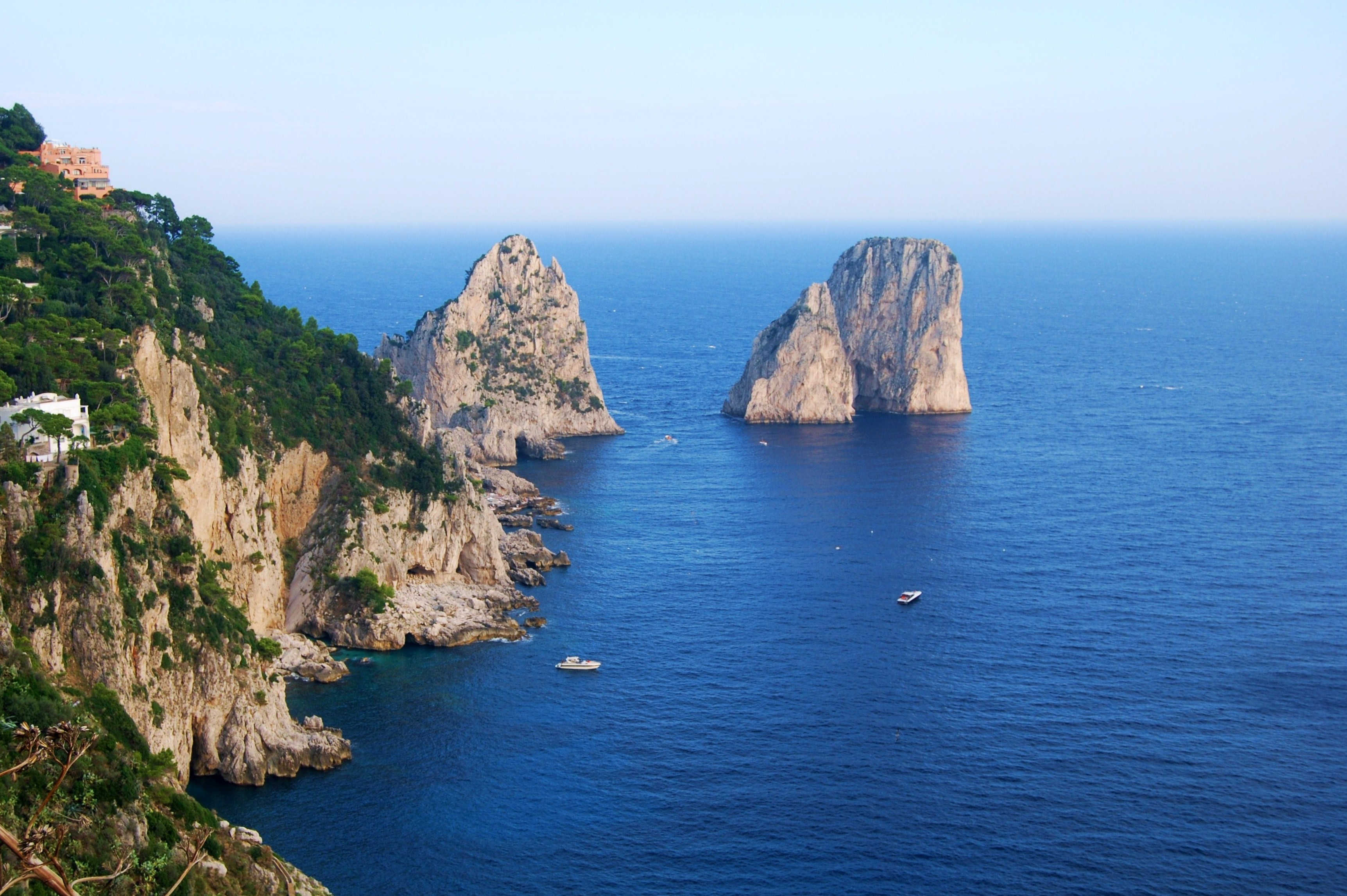
I Faraglioni di Capri inquadrati dall'alto

La terza stagione di Capri venne trasmessa su Rai 1 dal 14 febbraio al 12 aprile 2010.
| nº | Titolo              | Prima TV Italia  |
| -- | ------------------- | ---------------- |
| 1  | Prima puntata       | 14 febbraio 2010 |
| 2  | Seconda puntata     | 15 febbraio 2010 |
| 3  | Terza puntata       | 21 febbraio 2010 |
| 4  | Quarta puntata      | 23 febbraio 2010 |
| 5  | Quinta puntata      | 2 marzo 2010     |
| 6  | Sesta puntata       | 7 marzo 2010     |
| 7  | Settima puntata     | 9 marzo 2010     |
| 8  | Ottava puntata      | 16 marzo 2010    |
| 9  | Nona puntata        | 23 marzo 2010    |
| 10 | Decima puntata      | 30 marzo 2010    |
| 11 | Undicesima puntata  | 5 aprile 2010    |
| 12 | Dodicesima puntata  | 6 aprile 2010    |
| 13 | Tredicesima puntata | 12 aprile 2010   |

## Prima puntata
- Diretto da: Francesca Marra
- Scritto da: Aida Mangia

### Trama Episodio 1 Trama Episodio 2
Dopo due anni passati nel carcere di Napoli, Carolina Scapece viene rilasciata. La donna vuole però cambiare vita e decide di andare via, lontano da Capri. Quando l’uomo che le offre un lavoro come cameriera cerca di aggredirla, Carolina scappa sul primo traghetto in partenza dal molo, dove si imbatte in Andrea. Tra i due ragazzi è subito un colpo di fulmine e quando si ritrovano a Capri, convinti di ripartire presto e senza sapere nulla l'uno dell'altra, passano una romantica serata che culmina in un bacio. Il giorno dopo, a Villa Isabella, Carolina scopre che Reginella è morta e il resort è in fallimento. Umberto, Massimo e Vittoria sono partiti, ma qualcuno è tornato: Donna Isabella. L'aristocratica, infatti, si è finta morta per vivere in libertà lontano dall'isola e ora vuole disfarsi della Villa. 
Anche Andrea è ancora a Capri: il ragazzo è un giovane alpinista e sta preparando la scalata del Kailash, la montagna dove morì suo padre. Andrea raggiunge i suoi amici: Vittorio, aristocratico spiantato, e Tony, sfaccendato italo-texano. È il compleanno di Tony ed è proprio per festeggiarlo che i vecchi amici si sono riuniti, ma per l’occasione arriva a Capri anche il ricchissimo zio di Tony, Rodolfo, che decide di organizzare una cena proprio a Villa Isabella pagando una grossa cifra. Per Carolina è l’occasione di riscatto tanto aspettata, e contro la diffidenza di tutti riesce a cucinare una cena strepitosa. Donna Isabella, punta nell'orgoglio, la sfida a dimostrare di saper gestire il resort meglio di lei: le dà un mese di tempo, dopodiché venderà la Villa e Carolina si ritroverà senza lavoro. La sera della riapertura viene rovinata dal chiasso proveniente dalla vicina “Tenda Berbera”, un nuovo locale aperto da Vittorio e Tony che, sfruttando di nascosto i soldi di zio Rodolfo, hanno organizzato una festa in grande stile. Carolina scopre che ad aver venduto il terreno ai due è stata proprio Donna Isabella.
Andrea, intanto, sta per partire da Capri per tornare alla sua durissima preparazione atletica, ma una drammatica e inaspettata notizia lo costringe a interrompere il suo viaggio. Sconvolto, torna sull’isola quella stessa notte, ma decide di nascondere la verità agli amici mentre Carolina, furiosa, crede che sia lui ad aver organizzato la festa alla Tenda Berbera e lo schiaffeggia con odio.
- Ascolti Italia: telespettatori 5.187.000 – share 20,27%[1]

## Seconda puntata
- Diretto da: Francesca Marra
- Scritto da: Aida Mangia,

### Trama Episodio 3 Trama Episodio 4
La tenda berbera viene lasciata ai ragazzi su incastro. Il terreno che Donna Isabella ha venduto a Tony e Vittorio viene utilizzato dal pastore Achille per pascolare le sue capre e questo ai due non va bene, ma alla fine Andrea convince il pastore a lasciare Capri insieme a sua nipote.
A Capri intanto torna Greta, la figlia fi Umberto, a cui Donna Isabella affida la gestione del resort. Torna anche Carmelo, intenzionato ad aprire una pescheria. Durante una festa alla tenda berbera, Greta litiga col suo ragazzo Thomas e viene aiutata da Andrea, con cui passa la notte. Un incidente provocato da Alan e Francesco rende inservibile la scuola e costringe gli studenti a dover andare a studiare a Napoli, finché Carolina ha l'idea di ospitare alcune classi a villa Isabella. Per ostacolare Carolina, donna Isabella convince Vittorio e Tony a tenere aperta la loro tenda. Rossella teme che il marito la tradisca con Giulia, nuovo acquisto dell'arma, e perciò cerca un investigatore privato per indagare su di loro. Andrea respinge Greta e questa si sfoga con Carolina, che è sconfortata nell'apprendere che lei e Greta amano lo stesso uomo.
- Ascolti Italia: telespettatori 5.448.000 – share 20,22%[2]

## Terza puntata
- Diretto da: Francesca Marra
- Scritto da: Aida Mangia, Leonardo Gentili

### Trama Episodio 5 Trama Episodio 6
A Capri arriva Gina Stornaiuolo, figlia di immigrati italiani stabiliti in Argentina e figlioccia di Isabella. Per conquistarla, Vittorio le fa credere di essere ricco. Continua la guerra fra villa Isabella e la tenda berbera, il cui staff prende a scambiarsi denunce. Greta continua a litigare con il suo fidanzato Thomas e a cercare di farsi notare da Andrea, che però la rifiuta e le preferisce Carolina. Tony giura che conquisterà Carolina. Rossella propone a Gennarino di diventare un investigatore privato.
- Ascolti Italia: telespettatori 5.414.000 – share 20,74%[3]

## Quarta puntata
- Diretto da: Francesca Marra
- Scritto da: Aida Mangia, Filippo Gentili

### Trama Episodio 7 Trama Episodio 8
Rodolfo torna a Capri per controllare i progressi del nipote. Per non suscitare le ire dello zio, Tony fa un patto con Donna Isabella e Carolina: Carolina si fingerà fidanzata di Tony e proprietaria della tenda berbera e in cambio si farà pubblicità a villa Isabella. Totonno, però, per fare un dispetto a Carolina racconta a Rodolfo la verità, e questi se la prende col nipote, che si riscatta agli occhi dello zio quando dice di aver fatto tutto solo per amore di Carolina. Greta e Thomas partono per un po'. Gina fa spese folli a nome di Vittorio, che non ha il coraggio di rivelarle di essere povero. A Capri arriva Rajiv, antico amore di Isabella, che la convince a tornare in India insieme a lui; alla fine, però, la canzone dedicata da Alan, Totonno, Rossella, Gennarino e Lucia convincono i due che il posto di Isabella sia a Capri. Andrea è infastidito dal fatto che Tony corteggi apertamente Carolina, e quando questi le dice di averla sedotta, la raggiunge in camera per chiarirsi e lei gli confessa di essere innamorata di lui; i due finiscono col passare la notte insieme.
- Ascolti Italia: telespettatori 5.315.000 – share 19,73%[4]

## Quinta puntata
- Diretto da: Francesca Marra
- Scritto da: Aida Mangia, Massimo Torre

### Trama Episodio 9 Trama Episodio 10
A seguito di un debito contratto con una società finanziaria, Tony ipoteca la tenda berbera e il terreno dove essa sorge. Per recuperare denaro, cerca quindi di rivendere il terreno a Donna Isabella, nonostante zio Rodolfo gli abbia ordinato di restituire il terreno alla nobildonna senza pretendere niente in cambio. Carolina riceve in dono il grembiule di Reginella. Per ingraziarsi gli amici di Andrea, Greta presenta a Vittorio un giudice della guida Michelin; per una serie di coincidenze, questi assaggia i piatti di Carolina e finisce per assegnare una stella Michelin a Carolina invece che a Vittorio. Donna Isabella si convince infine a riacquistare il terreno della tenda berbera, in cambio però pretende che Tony e Vittorio lavorino come camerieri nel suo ristorante. Gina scopre che Vittorio non è ricco come le aveva fatto credere e decide di non voler più avere a che fare con lui. Si scopre infatti che i genitori di Gina sono in bancarotta e lei desidera sposare un uomo ricco per sistemare la loro situazione finanziaria. Vittorio conosce Lucia e se ne innamora, ma lei è corteggiata da Carmelo. Andrea riesce a mettere in sicurezza il costone della scuola, e ha un colloquio con un'assistente sociale che vorrebbe mandare via da Capri Francesco a seguito del quale viene permesso a Francesco di restare a Capri. Su richiesta di Rossella, Gennarino indaga per scoprire se Sahid la tradisce, ma Sahid li scopre. Per non tradire la fiducia di Greta, Carolina lascia Andrea e decide di partire, ma alla fine si convince a restare a Capri. Andrea annuncia in conferenza stampa che la scalata del Kajlash non si farà.
- Ascolti Italia: telespettatori 5.712.000 – share 21,70%[5]

## Sesta puntata
- Diretto da: Francesca Marra
- Scritto da: Aida Mangia, Silvia Margherita

### Trama Episodio 11 Trama Episodio 12
Carolina e Andrea si confrontano e si rimettono insieme. Greta continua a cercare di conquistare Andrea, e a tale scopo dà in prestito a Tony una grande somma di denaro appartenente a sua madre; ciò suscita il biasimo di Andrea e di Donna Isabella. Rossella parla con Giulia e viene rassicurata sul fatto che lei non è l'amante di Sahid. Gina decide di conquistare Tony, e per estinguere il debito che lega questo a Gargiulo seduce e poi ricatta Gargiulo con l'aiuto di Gennarino. Tony sospetta che Andrea frequenti una donna in segreto e decide di seguirlo per scoprire di chi si tratta, ma invano. Andrea dà appuntamento a Carolina all'ex hotel Scapece, e lei, dopo un momento iniziale di shock, decide di parlargli del suo dubbio passato. A Capri arriva Bjorn, la madre di Greta, che ha con lei una violenta lite a proposito del denaro prestato a Tony. Anche Tony e Andrea litigano violentemente quando questi gli confessa di avere una relazione con Carolina.
- Ascolti Italia: telespettatori 5.119.000 – share 19,53%[6]

## Settima puntata
- Diretto da: Dario Acocella
- Scritto da: Aida Mangia

### Trama Episodio 13 Trama Episodio 14
Dopo aver litigato con Tony, Andrea lascia la tenda berbera. Carolina tenta più volte di dire a Greta e Donna Isabella che sta insieme ad Andrea, e quando vi riesce viene cacciata dalla villa e ostracizzata dai suoi amici. Tony, convinto che Carolina e Donna Isabella si siano prese gioco di loro, decide di fare una concorrenza spietata. Lucia rifiuta definitivamente Carmelo. Andrea e Carolina vanno a vivere insieme. Dopo un iniziale momento di dispiacere, Greta capisce di essersi illusa con Andrea, e allora parte per Londra per incontrare suo padre e chiedere consiglio a lui. Andrea riallaccia i rapporti con Vittorio e con i suoi allievi di alpinismo, Carolina con Rossella, e per guadagnarsi da vivere accetta di esibirsi come cantante all'ex hotel Scapece. Andrea è molto combattuto sul rivelarle o meno della sua malattia.
- Ascolti Italia: telespettatori 5.540.000 – share 20,00%[7]

## Ottava puntata
- Diretto da: Dario Acocella
- Scritto da: Aida Mangia, Leonardo Gentili

### Trama Episodio 15 Trama Episodio 16
Andrea è scomparso misteriosamente: Carolina e Vittorio lo cercano invano. Nel frattempo alla villa sparisce la sciabola indiana di Donna Isabella, e si crede che ci sia dietro lo zampino di Reginella: in realtà la sciabola è stata rubata da un ragazzino figlio di un ladro. Tramite Gennarino, Vittorio scopre che Andrea vede di frequente il dottor Castaldi, e si reca in ospedale a Napoli per chiedergli notizie di Andrea. In ospedale incontra lo stesso Andrea, che si trovava lì per fare degli accertamenti a seguito di un aggravamento della sua malattia, e che gli confessa di avere la sclerosi multipla, chiedendogli però di mantenere il segreto. Andrea telefona a Carolina e le dice di essere partito, e lei si convince che Andrea l'abbia voluta lasciare. In ospedale Andrea fa amicizia con alcuni anziani pazienti, e per rallegrarli organizza un concerto a cui invita a cantare Carolina, che dopo molte resistenze e dopo aver ricevuto un gesto di riconciliazione da parte di Donna Isabella decide di cantare per i pazienti dell'ospedale. Tony si avvicina a Gina.
- Ascolti Italia: telespettatori 5.788.000 – share 21,22%[8]

## Nona puntata
- Diretto da: Dario Acocella
- Scritto da: Aida Mangia, Filippo Gentili

### Trama Episodio 17 Trama Episodio 18
A seguito di una delusione d'amore, Francesco, l'allievo di Andrea, litiga con Alan e scappa di casa e tutti si mettono alla sua ricerca. Carolina e Andrea lo trovano e lo convincono a tornare a casa. Andrea vorrebbe parlare a Carolina della sua malattia, ma per timore che lei lo tratti come un invalido desiste, contro il parere di Vittorio. Carolina reincontra Romeo Veralli, un suo compagno di scuola diventato un ricco uomo d'affari, che la corteggia. Rossella avvia una collaborazione con un'agenzia inglese di gossip. Andrea organizza una partita di calcetto per risolvere la rivalità fra Alan e Francesco. In occasione del compleanno di Donna Isabella, Rajiv torna a Capri e si stabilisce definitivamente alla villa. Anche Greta torna a Capri; si è dimenticata di Andrea e si è rimessa con Thomas. Donna Isabella si rappacifica con Carolina. Anche Andrea, con la mediazione di Vittorio, fa pace con Tony, torna a vivere alla tenda berbera, e per rompere definitivamente con Carolina la umilia pubblicamente. 
- Ascolti Italia: telespettatori 5.977.000 – share 22,66%[9]

## Decima puntata
- Diretto da: Dario Acocella
- Scritto da: Aida Mangia, Massimo Torre

### Trama Episodio 19 Trama Episodio 20
Donna Isabella riaccoglie Carolina alla villa, dove questa si richiude in camera a soffrire per il rifiuto di Andrea. Andrea riallaccia i rapporti con i suoi amici e dice a Tony della malattia. Lucia organizza una festa a sorpresa per il compleanno di Vittorio. Per scuotere Carolina dalla sua malinconia, Rossella la spinge a tornare a occuparsi del ristorante. Carmelo resta vittima di un naufragio in mare e sfrutta l'occasione per attirare l'attenzione di Lucia. Carolina scopre che Maria, una sua ex compagna di carcere, è costretta dal fratello a prostituirsi e lo fa arrestare. Temendo che Andrea nasconda qualcosa, Donna Isabella indaga su di lui e scopre della sua malattia. Contemporaneamente Rajiv fa amicizia con Andrea e per allontanarlo da Capri lo convince a tentare scalata del monte Kaylash. Andrea si prepara dunque a lasciare Capri, e scrive una lettera di congedo a Carolina in cui la informa della sua malattia.
- Ascolti Italia: telespettatori 5.216.000 – share 19,42%[10]

## Undicesima puntata
- Diretto da: Dario Acocella
- Scritto da: Aida Mangia, Silvia Margherita

### Trama Episodio 21 Trama Episodio 22
Tutti cercano di dissuadere Andrea dallo scalare il Kailash, ma invano. Carolina è sotto pressione perché deve partecipare alle selezioni per rappresentare Capri ad un concorso culinario nazionale, ma la giuria le è ostile per via del suo passato. Gina viene scritturata da un produttore di Hollywood, il che suscita la gelosia di Tony, che si adopera per sabotarla; i due alla fine si mettono insieme. Lucia continua ad assistere Carmelo ma si scopre innamorata di Vittorio. Donna Isabella invita Andrea alla villa con il pretesto di alcune riparazioni per farlo incontrare con Carolina. All'agenzia di Rossella prende avvio il progetto di collaborazione con l'agenzia britannica, che richiede da Rossella il pagamento di 10000 €. Per il concorso si qualifica Vittorio, che decide di proporre la famosa zuppa di pesce secondo la ricetta di Reginella; tuttavìa donna Isabella gli somministra un sonnifero e manda al suo posto Carolina, che vince il concorso. Stanca di vedere che Andrea respinge Carolina, Donna Isabella rivela a Carolina della malattia di Andrea.
- Ascolti Italia: telespettatori 4.965.000 – share 20,98%[11]

## Dodicesima puntata
- Diretto da: Dario Acocella
- Scritto da: Aida Mangia

### Trama Episodio 23 Trama Episodio 24
Andrea e Carolina parlano della malattia e si ricongiungono. Andrea annuncia pubblicamente la sua rinuncia a scalare il Kailash. Gina presenta Tony ai suoi genitori, da poco arrivati a Capri, ma questi lo credono un poco di buono. Zio Rodolfo, anche lui appena giunto a Capri, scopre da loro del fidanzamento fra Tony e Gina e organizza uno stratagemma per mettere alla prova la maturazione del nipote. Donna Isabella e Rajiv si sposano in segreto, alla sola presenza di Greta e Thomas. Lucia chiude con Carmelo e si fidanza con Vittorio. Andrea fa fatica ad adattarsi alla sua nuova vita da malato e maltratta tutti quelli che si prendono cura di lui; inoltre deve confrontarsi con la delusione dei suoi allievi che lo hanno visto rinunciare senza apparente motivo alla sua carriera. Alla fine lascia Carolina, che ritiene troppo assillante e responsabile di costringerlo a una vita che lui non vuole. Gennarino riaccoglie a casa sua moglie Amalia da poco tornata da Londra.
- Ascolti Italia: telespettatori 5.401.000 – share 20,05%[12]

## Tredicesima puntata
- Diretto da: Dario Acocella
- Scritto da: Aida Mangia, Massimo Torre

### Trama Episodio 25 Trama Episodio 26
Romeo Veralli acquista in segreto l'ex hotel Scapece e progetta di affidarne la gestione a Carolina. Donna Isabella la sprona ad accettare, e quando la notizia si diffonde annuncia pubblicamente che Carolina ha il suo appoggio. Carolina inoltre accetta di sposare Romeo e si trasferisce all'hotel Scapece. Lucia rintraccia e invita a Capri i genitori di Vittorio, che però resta deluso dal fatto che essi trattino Lucia come una persona inferiore. Zio Rodolfo fa finta di diseredare Tony: a causa di ciò i due litigano con le loro ragazze. Per la sua pace familiare, Rossella rompe la collaborazione con l'agenzia di gossip londinese. Per non arrecare perdite a Villa Isabella, Carolina mette in comune le cucine dei due alberghi. Francesco, cui Andrea ha parlato della malattia, si adopera per aprire una scuola di alpinismo a Capri. Tony e Vittorio organizzano una cena per far pace con le loro ragazze e le rispettive famiglie e si fidanzano ufficialmente con Gina e Lucia. Finalmente Andrea si scuote dalla sua depressione e decide che non può lasciar andare Carolina; così, il giorno delle nozze, si precipita in chiesa per impedire il matrimonio. Carolina decide infine di non sposare più Romeo e torna insieme ad Andrea a lavorare a villa Isabella. 
- Ascolti Italia: telespettatori 5.989.000 – share 21,34%[13]

## Attori Terza Stagione
- Bianca Guaccero
- Gabriele Greco
- Lucia Bosè
- Carlo Croccolo
- Laura Barriales
- Alexandra Dinu
- Fabrizio Nevola
- Fabio Ghidoni
- Antonella Stefanucci
- Miriam Candurro
- Isabelle Adriani
- Carmine Recano
- Leandro Amato
- Eros Galbiati
- Lucia Loffredo
- Geremia Longobardo
- Billo
- Luca Capuano
- Antonella Morea

Con la partecipazione dei ragazzi:
- Carmine Battaglia
- Alessia Lamoglia
- Gianluca Salvo
- Annunziata Sicignano

E la partecipazione speciale di:
- Lucio Caizzi
- Rosanna Banfi
- Mariano Rigillo
- Shel Shapiro
- Lando Buzzanca